# Lance Dos Ramos
Lance Dos Ramos (Caracas, Venezuela 1985. április 4. –) venezuelai színész és modell.

## Élete
Lance Dos Ramos 1985. április 4-én született Caracasban portugál bevándorlók gyerekeként. Testvérei: Kimberly és Lenny. Mindketten színészek. 1997-ben a Destino de mujerben debütált Sonya Smith és Jorge Reyes mellett. 2011-ben szerepet kapott a Nickelodeon Grachi című sorozatában, amelyben együtt játszott testvérével, Kimberly-vel.

## Szerepei

### Telenovellák, tévésorozatok
| Év        | Eredeti Cím                 | Cím                     | Szerep                       | Stúdió               |
| --------- | --------------------------- | ----------------------- | ---------------------------- | -------------------- |
| 1997      | Destino de mujer            |                         |                              | Venevision           |
| 1999      | Cuando hay pasión           | Végzetes szerelem       |                              | Venevision           |
| 2004      | Sabor a ti                  | Az élet gyönyörű oldala | Saúl Lombardi                | Venevision           |
| 2007      | Te tengo en salsa           |                         |                              | RCTV                 |
| 2008-2009 | Nadie me dirá como quererte |                         | Carlos Aristigueta           | RCTV                 |
| 2011-2012 | Grachi (1-2. évad)          |                         | José Manuel 'Chema' Esquivel | Nickelodeon          |
| 2013      | Marido en alquiler          |                         | Víctor                       | Telemundo - TV Globo |

### Filmek
- Memorias de un Soldado (2011-2012) .... Marcos

## Fordítás
- Ez a szócikk részben vagy egészben  a   Lance Dos Ramos című spanyol Wikipédia-szócikk fordításán alapul.  Az eredeti cikk szerkesztőit annak laptörténete sorolja fel. Ez a jelzés csupán a megfogalmazás eredetét és a szerzői jogokat jelzi, nem szolgál a cikkben szereplő információk forrásmegjelöléseként.